# Ragiona col cuore
Ragiona col cuore è il secondo album di Grazia Di Michele, uscito nel 1983.
Distribuito poco e male, conferma le doti di scrittura e interpretative della cantautrice.
La title track è una storia di passione omosessuale, interrotta a causa del matrimonio di una delle due protagoniste.

## Tracce
1. Ragiona col cuore
2. Rossella O'Hara
3. Promesse
4. Una donna
5. Bahia
6. Torno a casa
7. Girasole
8. Anni luce
9. Non lasciarmi mai
10. Passi di danza

## Formazione
- Grazia Di Michele - voce, chitarra acustica
- Dino D'Autorio - basso
- Walter Calloni - batteria
- Fernando Fera - chitarra
- Walter Martino - percussioni
- Lucio Fabbri - violino, cori, tastiera, chitarra acustica, sintetizzatore, pianoforte, Fender Rhodes, chitarra elettrica
- Tony Esposito - percussioni, timbales
- Franz Di Cioccio - batteria
- Patrick Djivas - basso
- Mike Fraser - pianoforte
- Isabella Musumarra - arpa
- Maurizio Giammarco - sassofono tenore, sassofono baritono, flauto
- Joanna Di Michele, Clara Murtas, Mike Francis, Daniele Devred - cori